# شلالات النيل الأزرق

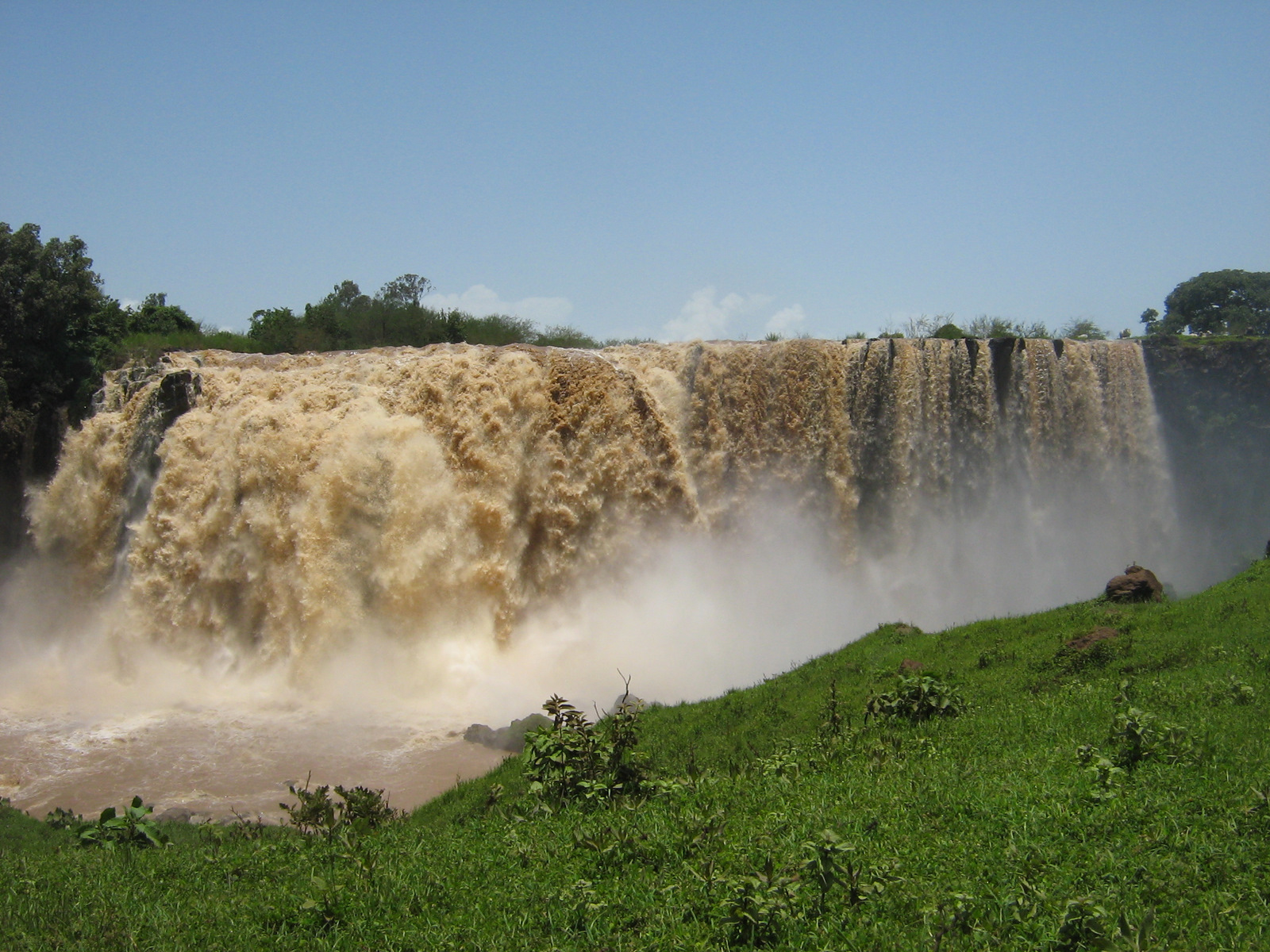
شلالات النيل الأزرق

شلالات النيل الأزرق تقع قرب مدينة بحر دار، تغذيها بحيرة تانا وهي إحدى منابع النيل. تستقطب السياح لجمالها البالغ.

## الوصف
ارتفاعها حوالي 40 متر، وعرضها يتراوح حسب الموسم ويصل إلى 400 متر، وقد قل معدل تدفق المياه إلا في موسم الأمطار منذ سنة 2003م عندما شيدت محطة كهرمائية قبل الشلالات.